# HD 49059
HD 49059，又名BD+18 1349，SAO 96111、HR 2499，是一颗恒星，视星等为6.2，位于銀經196.2，銀緯7.32，其B1900.0坐标为赤經6h 41m 32.8s，赤緯+18° 7.32′ 7″。